# Natasha Romanoff (Marvel Cinematic Universe)
Natalia Alianovna Romanova più comunemente nota come Natasha Romanoff (in russo Наталья Альяновна Романов?) è un personaggio interpretato principalmente da Scarlett Johansson nel media franchise del Marvel Cinematic Universe (MCU), basato sull'omonimo personaggio di Marvel Comics, e anche noto con il suo alias, Vedova Nera (Black Widow).
Romanoff era rappresentata come una spia russa addestrata nella Stanza Rossa fin da bambina per diventare un'assassina del KGB. Questo la porta all'attenzione dello S.H.I.E.L.D., che manda Clint Barton ad ammazzarla, venendo però risparmiata e reclutata nell'organizzazione da quest'ultimo. Quando Nick Fury attiva l'iniziativa Vendicatori, lei diventa una dei membri fondativi dell'organizzazione. A seguito delle conseguenze relative agli accordi di Sokovia, Romanoff diventa una fuggitiva e si riunisce alla sua famiglia adottiva, tra cui la sorella Yelena Belova, con la quale collaborerà per distruggere il programma Vedova Nera del generale Dreykov. Dopo che Thanos spazza via metà delle vite dell'universo, Romanoff guida gli Avengers per cinque anni fino al suo sacrificio, che aiuterà gli Avengers a ripristinare le vite cancellate dal Blip.
Romanoff è stata introdotta in Iron Man 2 (2010) ed è diventata una dei personaggi principali del MCU, apparendo in nove film fino alla sua ultima apparizione live-action in Black Widow (2021). L'interpretazione di Johansonn del personaggio è stata accolta positivamente.
Versioni alternative del personaggio sono apparse nella serie animata What If...? (2021), doppiate da Lake Bell. Tra queste versione, vi è un'incarnazione di Romanoff che vede il suo mondo decimato da una versione alternativa di Ultron, venendo poi reclutata nei Guardiani del Multiverso dall'Osservatore.

## Biografia del personaggio

### Primi anni
Natalia Alianovna Romanoff nasce il 3 dicembre 1984 nell'Unione Sovietica; da neonata venne ritenuta geneticamente adatta per il programma della Stanza Rossa dal KGB e la sua famiglia accettò di consegnargliela dietro una ricompensa pagata; sua madre era in disaccordo e si mise instancabilmente a cercare la figlia, finché il generale Dreykov (a capo della Stanza Rossa) non fece uccidere la donna. Natasha venne sottoposta fin dalla tenera età a un rigoroso allenamento da spia nella Stanza Rossa, in parallelo a un addestramento da ballerina come copertura, che includeva la sterilizzazione forzata delle studentesse per evitare che una gravidanza in età adulta possa portare a "distrazioni" dalle missioni. Ancora bambina, nel 1992, Romanoff venne assegnata a una missione speciale negli Stati Uniti per rubare delle informazioni dello S.H.I.E.L.D.; pertanto, si trasferì in Ohio per tre anni convivendo con una famiglia surrogata composta dai "genitori" Alexei Shostakov e Melina Vostokoff e dalla "sorella minore" Yelena Belova, in realtà tutti spie del KGB. Al termine dell'incarico, i quattro vanno a Cuba dove il loro capo, Dreykov, riporta Natasha e Yelena nella Stanza Rossa per sottoporle a un ulteriore addestramento che le porta a diventare assassine professioniste.
Durante una missione, l'agente statunitense dello S.H.I.E.L.D. Clint Barton venne inviato per uccidere Romanoff, ma ebbe pietà di lei accorgendosi della sua sofferenza e le offrì di unirsi allo S.H.I.E.L.D. come agente, per disertare dall'URSS e sfuggire ai suoi aguzzini. In un incarico a Budapest, Romanoff e Barton organizzarono un attentato dinamitardo per uccidere Dreykov e porre fine al programma della Stanza Rossa; Natasha permise che ciò accadesse nonostante la presenza della giovane figlia di Dreykov nell'edificio fatto saltare in aria e tale attò perseguiterà la donna fino all'età adulta. Romanoff e Barton stringono un profondo rapporto di amicizia, tanto che Natasha è una delle poche persone a essere conoscenza della vita famigliare di Clint.
Nel 2009, Romanoff venne inviata a Odessa per proteggere uno scienziato e si scontrò con il famigerato Soldato d'Inverno. La donna cercò di proteggere lo scienziato facendogli da scudo con il proprio corpo, ma il killer riuscì a uccidere l'uomo sparandogli attraverso lo stomaco di Natasha.

### Sotto copertura per lo S.H.I.E.L.D.
Nel 2010, dopo che Tony Stark diventa pubblicamente Iron Man e nomina il suo assistente personale Pepper Potts come amministratore delegato delle Stark Industries, assume Romanoff, che si spaccia per la dipendente Stark Natalie Rushman per conto di Nick Fury, direttore dello S.H.I.E.L.D., per sostituire Potts come suo assistente personale. Romanoff successivamente aiuta Stark e James Rhodes a sconfiggere i criminali Justin Hammer e Ivan Vanko.

### Battaglia di New York
Nel 2012, nel corso di una missione, Romanoff viene informata dall'agente Phil Coulson che Barton è stato posto sotto il controllo mentale dell'asgardiano Loki, il quale è giunto sulla Terra con l'intento di conquistarla e ha rubato il cubo mistico noto come Tesseract. Fury attiva l'iniziativa Avengers per contrastare la minaccia, quindi Natasha va a Calcutta e recluta lo scienziato Bruce Banner, in grado di rintracciare il Tesseract; la donna, insieme a Stark e Steve Rogers, cattura Loki a Stoccarda e lo imprigionano su un portaerei dello S.H.I.E.L.D., venendo raggiunti da Thor, fratello di Loki. Romanoff interroga Loki e lo manipola per fargli rivelare che intende far trasformare Banner in Hulk. Il gruppo discute a causa delle differenze tra i vari membri, finché gli agenti controllati da Loki non attaccano la piattaforma. Romanoff viene assalita da Hulk e salvata da Thor, poi combatte con Barton e riesce a liberarlo dal controllo mentale. Nello scontro, Loki viene liberato e scappa con il Tesseract mentre Coulson resta ucciso. L'episodio porta Rogers, Stark, Romanoff, Barton e Hulk a unirsi come Avengers in difesa di New York, che diventa campo di battaglia quando Loki apre un portale tramite il Tesseract facendo arrivare un esercito di alieni Chitauri. La squadra riesce nell'impresa e Romanoff è colei che chiude il portale, impedendo ad altri Chitauri di sopraggiungere. Thor e Loki fanno ritorno ad Asgard, mentre Romanoff se ne va con Barton.

### Lo smantellamento dell'Hydra
Nel 2014, Romanoff e Rogers vengono inviati con la squadra antiterrorismo S.T.R.I.K.E. dello S.H.I.E.L.D. per liberare degli ostaggi a bordo di una nave dell'organizzazione, dirottata dal mercenario Georges Batroc. Steve scopre che il vero obiettivo di Natasha nella missione è di recuperare alcuni dati dai computer della nave per conto di Fury e si insospettisce; dopo l'apparente morte di Fury, Rogers diventa un fuggitivo dello S.H.I.E.L.D. per i sospetti che ha iniziato a nutrire sull'organizzazione e ottiene la collaborazione di Romanoff. I due scoprono un bunker dello S.H.I.E.L.D. nel New Jersey, al cui interno c'è un supercomputer contenente la coscienza del criminale Arnim Zola, il quale li informa di aver segretamente permesso l'infiltrazione dell'Hydra all'interno dello S.H.I.E.L.D. dalla sua fondazione dopo la seconda guerra mondiale: l'intento ultimo dell'organizzazione criminale è quella di seminare il caos globale per spingere l'umanità a rinunciare alla propria libertà in cambio della sicurezza, assecondandosi all'Hydra. Subito dopo, Romanoff e Rogers vengono quasi uccisi da un attacco e capiscono che il nuovo leader dello S.H.I.E.L.D., Alexander Pierce, è anche il capo dell'Hydra. I due si rifugiano da Sam Wilson un amico di Rogers, che si unisce a loro per fermare l'Hydra. Dopo un'aggressione del Soldato d'Inverno in cui Romanoff viene ferita, i tre vengono salvati da Maria Hill, che rivela loro che Fury è ancora vivo. Il gruppo capisce che l'Hydra vuole usare gli helicarrer armati dello S.H.I.E.L.D. per uccidere milioni di persone che potrebbero intralciare i loro piani e Romanoff, travestitasi, riesce a fermare Pierce con Fury, rendendo pubbliche informazioni riservate dello S.H.I.E.L.D. per esporre l'Hydra, nonostante ciò renda noto a tutti anche il passato di Natasha. Successivamente, Romanoff risponde a un'inchiesta per le sue azioni e consegna a Rogers dei file relativi al Soldato d'Inverno (in realtà Bucky Barnes, migliore amico di Steve, sottoposto al controllo mentale dell'Hydra), così che lui e Wilson possano andare alla sua ricerca.

### Lo scontro con Ultron e gli accordi di Sokovia
Nel 2015, Romanoff e gli altri Avengers attaccano una struttura dell'Hydra a Sokovia, dove recuperano lo scettro mistico di Loki, pur incorrendo in difficoltà a causa dei gemelli Wanda e Pietro Maximoff, dotati di superpoteri per precedenti sperimentazioni dell'Hydra. Durante una festa celebrativa degli Avengers nella loro Torre, Romanoff inizia a mostrare un interesse romantico per Banner, quando l'Intelligenza Artificiale Ultron (creata da Stark e Bruce) si palesa e ruba lo scettro di Loki. La squadra si dirige a Johannesburg per fermare Ultron e si trovano a combattere i gemelli Maximoff; Wanda usa i suoi poteri di manipolazione mentale per sottomettere buona parte degli Avengers, tra cui Natasha, la quale ha delle visioni traumatiche sulla Stanza Rossa. Barton ospita i compagni nella sua fattoria di famiglia affinché possano riprendersi; durante la permanenza, Romanoff e Banner discutono dei loro sentimenti romantici reciproci e prendono in considerazione la possibilità di scappare insieme. Successivamente, gli Avengers vanno a Seul per impedire a Ultron di caricarsi in un corpo di vibranio alimentato dalla Gemma della mente (estratta dallo scettro di Loki) e, nonostante riescano nell'intento, Romanoff viene catturata da Ultron e portata a Sokovia. La donna riesce a inviare un segnale a Barton e gli Avengers rintracciano la sua posizione con i redenti Maximoff e il nuovo membro Visione per combattere Ultron e il suo esercito di droidi, che intendono eliminare la razza umana. Banner libera Romanoff e cerca di convincerla a venire via con lui, ma la donna decide di innescare la sua trasformazione in Hulk per combattere Ultron, riuscendo a sconfiggerlo, sebbene, in seguito, Hulk scompaia nello spazio prima che Romanoff possa farlo tornare umano. In seguito, Barton nomina il suo terzogenito figlio appena nato Nathaniel Pietro, in onore di Natasha e Pietro Maximoff (morto nella battaglia contro Ultron per salvarlo) e Natasha rimane alla nuova base degli Avengers con Steve per addestrare i nuovi Avengers, Wilson, Rhodes, Maximoff e Visione.
Nel 2016, Romanoff, Rogers, Wilson e Maximoff si dirigono in missione a Lagos per impedire al mercenario Brock Rumlow di entrare in possesso di un'arma biologica. Nonostante Romanoff riesca a recuperare l'arma, Rumlow cerca di uccidere Rogers facendosi esplodere in un attacco suicida e Wanda, nel deviare l'esplosione, distrugge un edificio portando alla morte di numerosi operatori umanitari provenienti dal Wakanda. L'evento porta un'ondata di malcontento nei confronti degli eroi e le Nazioni Unite decidono di indire gli accordi di Sokovia, che comporterebbero la registrazione di tutti i superumani e il loro sottostare al governo. Romanoff è indecisa sulla posizione da prendere, sebbene i rimorsi per le sue azioni passate la portino ad accettare gli Accordi. Dopo aver consolato Rogers per la morte di Peggy Carter, si dirige a Vienna per la rettifica degli Accordi e sopravvive all'attacco terroristico nel quale muore il re del Wakanda, T'Chaka. Inizialmente si schiera con la fazione di Stark a favore degli Accordi e, insieme a lui, Rhodes, Visione, T'Challa (figlio di T'Chaka) e Peter Parker, cerca di sconfiggere la squadra di Rogers all'aeroporto di Lipsia/Halle in Germania. Tuttavia, essendo contraria allo scontro, permette a Rogers e Barnes di fuggire; T'Challa denuncia il suo tradimento al Segretario di Stato Thaddeus Ross e Romanoff, dopo aver rimproverato Stark per il suo comportamento avventato, elude Ross dandosi alla fuga.

### La fuga e la Stanza Rossa
Dopo essere scappata alle autorità, Romanoff si nasconde in un rifugio in Norvegia. Yelena Belova invia un antidoto al rifugio nella speranza che la sorella venga ad aiutarla e questo porta Natasha a essere attaccata dal misterioso killer Taskmaster. Romanoff rintraccia Belova a Budapest, dove vengono braccate da altre Vedove Nere; Belova spiega che Dreykov è sopravvissuto e che la Stanza Rossa è ancora viva ed è diventata più efficiente, riuscendo a porre donne e ragazze sotto un vero e proprio controllo mentale, la cui cura consiste nell'antidoto in possesso di Natasha e Yelena.
Romanoff e Belova fanno evadere dal carcere Alexei Shostakov e si riuniscono con Melina Vostokoff, prima di essere catturati e portati nella Stanza Rossa, in cui Natasha si ritrova al cospetto di Dreykov, incapacitata di attaccarla a causa di una sorta di blocco dovuto ai feromoni di Dreykov imposto a tutte le Vedove. L'uomo le rivela che anche sua figlia Antonia è sopravvissuta, ed è diventata Taskmaster dopo che l'esplosione le ha causato gravi danni fisici, facendo sì che Dreykov le installasse un chip con cui controllarla. Il tutto si rivela un piano di Romanoff e Melina e Natasha si recide un nervo rompendosi il naso per attaccare Dreykov. Con l'aiuto della sua famiglia, Natasha uccide definitivamente Dreykov e distrugge la Stanza Rossa; dopodiché, recupera le posizioni delle Vedove di tutto il mondo e libera Antonia e le Vedove al servizio di Dreykov dal loro controllo mentale. In seguito a ciò, Romanoff si ricongiunge con Yelena, Alexei e Melina, incaricando Yelena di trovare e liberare le altre Vedove.
Due settimane dopo, Romanoff ottiene un Quinjet, si riunisce con Rogers e libera Wilson e Maximoff dalla loro prigionia, dandosi alla macchia.

### La guerra dell'infinito
Nel 2018, Romanoff, Rogers e Wilson riappaiono in Scozia dopo essere stati chiamati da Banner e salvano Maximoff e Visione da Gamma Corvi e Proxima Media Nox, due membri dei figli di Thanos, il quale intende sterminare metà della popolazione dell'universo tramite le Gemme dell'infinito. Il gruppo si dirige in Wakanda, dove viene accolto da T'Challa, e radunano un esercito per fronteggiare gli alieni Outriders mandati da Thanos per recuperare la Gemma della mente. Nello scontro, lei e Okoye combattono assieme per difendere Maximoff da Proxima; successivamente, Natasha viene a sua volta salvata da Wanda, che uccide Proxima. Cerca inutilmente di fermare Thanos quando giunge sul posto e assiste allo svolgersi del Blip, risultando tra i sopravvissuti.
In seguito, Romanoff aiuta al conteggio dei blippati e assiste all'arrivo di Captain Marvel, che riporta Stark sulla Terra. Gli Avengers superstiti rintracciano Thanos e lo raggiungono per recuperare le Gemme e annullare le sue azioni, ma apprendono con sgomento che il titano ha distrutto le Gemme; in un impeto di rabbia, Thor lo decapita.

### Il viaggio nel tempo e la morte
Nei cinque anni seguenti, Romanoff rimane a vivere nella base degli Avengers con Rogers e si mette alla guida degli eroi rimasti, ovvero Rhodes, Rocket, Nebula, Okoye e Danvers, per assistere le persone di tutta la galassia; la situazione la getta in un profondo sconforto, anche perché, nel frattempo, Barton ha perso tutta la sua famiglia nello sterminio e, sconvolto dal dolore, ha iniziato a girare il mondo nei panni di Ronin per uccidere i criminali sopravvissuti al Blip.
Nel 2023, Romanoff e Rogers apprendono con stupore che Scott Lang è ancora vivo, in quanto non è morto nello sterminio come si credeva, ma è rimasto bloccato nei cinque anni precedenti nel regno quantico, dove il tempo scorre diversamente. I tre ipotizzano di sfruttare il regno quantico come mezzo per viaggiare nel tempo e ottenere le Gemme dell'infinito, così da invertire gli effetti del Blip; suggeriscono l'idea a Stark, ma lui rifiuta di aiutarli, in quanto nel frattempo si è ritirato e ha messo su famiglia. Banner, che è riuscito a fondere le personalità di Bruce e di Hulk, accetta, e in un secondo momento anche Stark si ricongiunge con i compagni dopo aver costruito una macchina del tempo tramite il regno quantico.
Romanoff rintraccia Barton a Tokyo e lo convince a partecipare alla missione. Gli Avengers si suddividono in diverse squadre per recuperare le Gemme in vari periodi temporali e Natasha e Clint viaggiano nel 2014, su Vormir, per recuperare la Gemma dell'anima. Sul pianeta i due incontrano Teschio Rosso, il quale rivela loro che, per ottenere la Gemma, serve un sacrificio; Romanoff e Barton si scontrano in quanto ciascuno dei due intende sacrificarsi, ma alla fine è Natasha a lanciarsi dalla scogliera e a morire.

### Eredità
La morte di Natasha getta grande dolore sugli altri Avengers, che la compiangono al termine del viaggio temporale. Il sacrificio di Natasha permette alla squadra di ottenere la Gemma dell'anima e Banner usa le Gemme per riportare in vita metà della popolazione mondiale; gli Avengers devono combattere nuovamente una versione alternativa di Thanos e il suo esercito, riuscendo nel tentativo nonostante Stark muoia nell'impresa. Al funerale di Tony, Barton e Maximoff si consolano a vicenda per le morti di Natasha e di Visione.
La morte di Romanoff continua a perseguitare Barton anche in seguito, come confessa a sua figlia Lila e a Kate Bishop, che Clint accetta in un secondo momento come sua protetta: nel dicembre 2024, durante una visita a New York, uno spettacolo di Broadway sulla battaglia di New York fa tornare in mente a Clint Natasha. L'uomo si rivolge direttamente a lei mentre visita un memoriale dedicato alla battaglia di New York e ammette che le manca. Nello stesso periodo, Belova viene incaricata da Valentina Allegra de Fontaine di assassinare Clint, che la donna incolpa per la morte di Romanoff; dopo diversi scontri, Barton rivela a Yelena che Natasha gli aveva parlato di lei e le spiega le dinamiche della morte della sorella, portando Belova a risparmiarlo.

## Versioni alternative
Diverse versioni alternative di Natasha Romanoff appaiono nella serie animata What if...?, ambientata nel Multiverso; il personaggio viene doppiato in originale da Lake Bell.
- In un 2011 alternativo, Stark muore dopo che Romanoff gli inietta un siero volto a rallentare il suo avvelenamento da palladio e la donna viene incastrata per l'omicidio. Romanoff riesce a scappare dalla custodia di Rumlow e dello S.H.I.E.L.D. con l'aiuto di Fury per fare luce su quanto sia successo a Stark e va a chiedere aiuto a Betty Ross; qui assiste a un attacco contro Banner da parte delle forze militari guidate da Ross e vede Hulk morire in circostanze poco chiare. Dopo le morti di Thor e Barton, Romanoff riesce a intuire che il responsabile degli omicidi è Hank Pym, che sta minando l'iniziativa Avengers per vendicarsi della morte di sua figlia Hope durante una missione dello S.H.I.E.L.D.; Romanoff riesce a comunicare la sua scoperta a Fury, prima di essere uccisa a sua volta da Pym.
- In un 2018 alternativo, Romanoff viene contagiata con gli altri Avengers da un virus quantistico che tramuta gli umani in zombie.
- In un 2015 alternativo, Romanoff e Barton sono gli unici sopravvissuti allo sterminio mondiale da parte di Ultron. I due si dirigono a Mosca in cerca di un codice per spegnere la coscienza di Ultron, decidendo di farsi aiutare dalla coscienza digitale di Arnim Zola. Barton, ormai depresso, si sacrifica per la riuscita della missione, che fallisce in quanto Ultron si è spostato in un altro universo. Successivamente, Romanoff incontra i Guardiani del Multiverso, reclutati dall'entità Osservatore per fermare Ultron, che vuole distruggere vari universi. Natasha si allea con la squadra e sconfiggono Ultron, ma Killmonger tradisce i compagni e si contende con Zola le Gemme dell'infinito, finché il Dottor Strange supremo li intrappola in una dimensione tascabile. Romanoff si rifiuta di tornare nella sua realtà, quindi l'Osservatore le concede il trasferimento nell'universo in cui la sua controparte è stata uccisa da Pym; Natasha interviene in un combattimento tra Rogers, Captain Marvel e Fury contro gli asgardiani guidati da Loki e sconfigge quest'ultimo sottomettendolo con il suo scettro.
- In un 2014 alternativo, Romanoff ha stretto amicizia con Captain Peggy Carter, che in quell'universo ha assunto il siero del super soldato al posto di Steve; le due rinvengono su una nave dirottata l'armatura Hydra Stomper, che contiene qualcuno al suo interno.

## Caratterizzazione

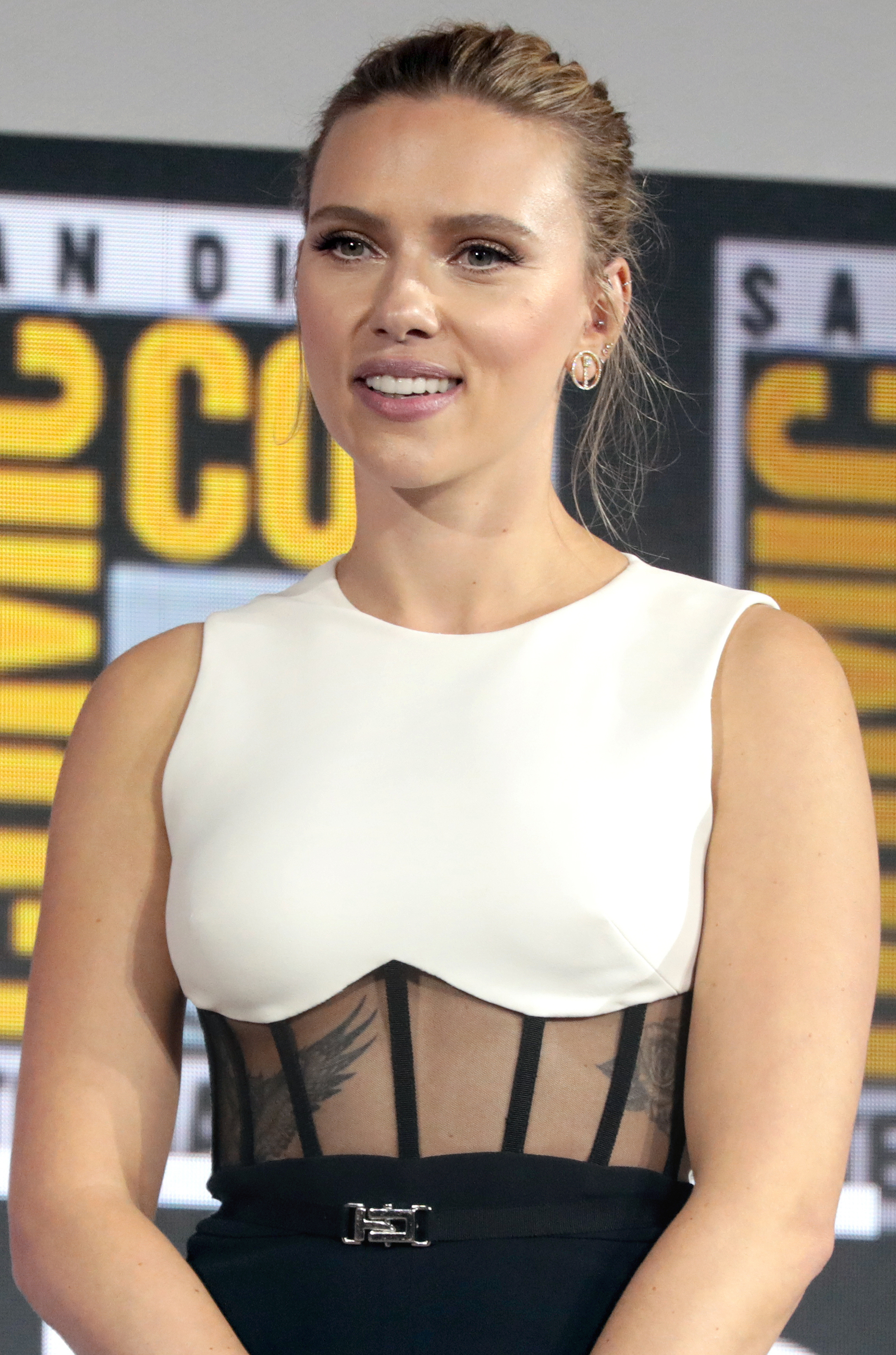
Scarlett Johansson al panel per la presentazione di Black Widow al Comic-Con di San Diego del 2019.

In Iron Man 2, Romanoff viene presentata come Natalie Rushman, una spia sotto copertura per lo S.H.I.E.L.D. che finge di essere la nuova assistente di Tony Stark. Johansson si tinse i capelli di rosso prima di ottenere la parte, sperando che ciò avrebbe aiutato a convincere il regista Jon Favreau che era giusta per il ruolo. Johansson ha detto di aver scelto la parte perché "il personaggio di Vedova Nera mi ha colpito... [Lei] è una supereroina, ma è anche umana. È piccola, ma è forte... È oscura e ha affrontato la morte così tante volte che ha una prospettiva profonda sul valore della vita... È difficile non ammirarla". Ha dichiarato di aver avuto un "momento un po' fuori di testa" quando ha visto per la prima volta la tuta attillata, in quanto non riteneva possibile riuscire a compiere le scene d'azione e le acrobazie indossandola.
In The Avengers viene accennata la profonda amicizia che lega Romanoff con Clint Barton. Riguardo al suo ruolo nella squadra di supereroi, Johnasson disse: "Vedova Nera è sicuramente una della squadra [...]. Non è nel cast semplicemente per essere un interesse romantico o un piacere per gli occhi. È lì per combattere, quindi non mi sono mai sentita come se fossi l'unica ragazza. Abbiamo tutti le nostre varie abilità e siamo sullo stesso piano".
Johansson non si allenava prima della realizzazione di Iron Man 2 e The Avengers; per quest'ultimo film, guadagnò 4-6 milioni di dollari. In Captain America: The Winter Soldier, lo sceneggiatore Christopher Markus affermò che Vedova Nera fosse in grande contrasto con Captain America, essendo molto moderna, irriverente e diretta, mentre Rogers, provenendo dagli anni quaranta, è più riservato e ha un centro morale che viene messo in discussione. I Russo hanno aggiunto che Romanoff è un personaggio che "mente per vivere", laddove Rogers "dice la verità"; pertanto, hanno modi diversi per risolvere i problemi e, mentre lei lo spinge a modernizzarsi, lui la porta ad aggiungere un certo livello di integrità nella sua vita. Nel corso del film, i due personaggi si trovano ad stringere un forte legame di amicizia, in quanto presentano diversi punti in comune.
Il produttore Kevin Feige dichiarò che in Avengers: Age of Ultron sarebbe stata esplorata maggiormente la storia del personaggio, come confermato da Johnasson. Per quanto riguarda il punto in cui il film riprende la storia di Vedova Nera, Johansson ritenne che fosse una continuazione di ciò che era stato mostrato sul suo personaggio in The Winter Soldier, con il fatto che "'[Natasha] non ha mai fatto una scelta attiva. [Lei è] un prodotto dell'imposizione di altre persone. Questo la raggiungerà. È destinato ad avere un effetto enorme. Dev'esserci un risultato di quella realizzazione... La si vedrà fare attivamente alcune scelte nella sua vita, nel bene e nel male". Per nascondere la gravidanza di Johansson durante le riprese, sono stati usati primi piani, costumi particolari, controfigure ed effetti visivi.
Anthony Russo ha notato che, in Captain America: Civil War, Natasha si trova divisa tra le due fazioni di Avengers, in quanto "la sua testa è dalla parte di Tony, ma il suo cuore è con Cap". Johansson ha aggiunto che Romanoff sta "cercando di definire una strategia per la sua posizione, trovando una prospettiva migliore di ciò che sta realmente accadendo". Johansson ha ritenuto che, dopo il finale di Age of Ultron, il passato della Vedova la perseguiterà per sempre, nonostante lei cerchi di andare avanti raccogliendo i pezzi della sua vita;;inoltre, ha affermato che è giunta ad un punto in cui è in grado di prendere delle scelte da sola, senza che gli altri debbano assisterla. Joe Russo ha detto di voler continuare la relazione tra Romanoff e Rogers mostrata in The Winter Soldier "testandola", facendo in modo che Romanoff mostrasse a Rogers gli errori commessi della sua squadra, cercando di fargli capire che le cose non sono bianche o nere come lui le vede e che gli Avengers devono trovare un modo per lavorare nel sistema rimanendo uniti.
In base agli eventi di Infinity War, Johansson ha affermato che la situazione di Romanoff dopo Captain America: Civil War è stata quella di "un periodo oscuro. Non direi che il mio personaggio è particolarmente speranzoso, ma penso che si sia indurita anche più di quanto probabilmente non fosse prima". All'inizio di Avengers: Endgame, Romanoff continua a comandare diverse squadre da tutta la galassia nel quartier generale degli Avengers; Joe Russo ha spiegato che ciò fosse il risultato della sua incapacità di andare avanti dal loro fallimento nel fermare Thanos, dicendo che: "sta facendo tutto quello che può per provare a tenere unita la squadra... È l'osservatrice a distanza". Riguardo alla decisione di Romanoff di sacrificarsi affinché Barton possa acquisire la Gemma dell'anima per riportare in vita tutti, Joe Russo ha affermato che faceva parte di un tema più ampio che esplorava il desiderio di sacrificio, rispetto al desiderio di proteggere in Infinity War: "Quando arriva a quella scena [su Vormir], penso che capisca che l'unico modo per riportare indietro la popolazione dell'universo è che lei si sacrifichi". McFeely dichiarò: "Il suo viaggio, nella nostra mente, sarebbe giunto al termine se fosse riuscita a riavere gli Avengers. Viene da un passato così violento, terribile, che include il controllo mentale, quindi quando arriva a Vormir e ha un'opportunità per riavere la sua famiglia, sceglie di prenderla". Per prepararsi al film, Johansson è stata sottoposta a un regime di allenamento ad alta intensità, che includeva pliometria, sollevamento pesi olimpico e ginnastica, oltre che a una dieta alimentare a tempo limitato; tutti sono avvenuti sotto la supervisione del suo allenatore di lunga data, Eric Johnson, con il quale aveva lavorato da Iron Man 2, film d'esordio del suo personaggio.
Riguardo all'addio al personaggio, Johansson ha dichiarato: "Non ho mai la sensazione che il mio lavoro sia finito... Penso ancora a nuovi modi in cui potrei provare le battute dei film che ho girato dieci anni fa. Sono davvero felice del lavoro che ho realizzato negli ultimi dieci anni alla Marvel. Mi sento come se stessi andando su una nota alta con un film di cui sono incredibilmente orgogliosa. Sento che il mio lavoro con Natasha è completo, se è davvero così. Ho esplorato molte sfaccettature della sua persona e sento che la sua scelta di sacrificare la sua vita per i suoi migliori amici è stata una scelta che ha fatto attivamente e con determinazione".
Nel 2018, Johansson ha descritto l'allora film in prossima uscita Black Widow come "un'opportunità per esplorare la Vedova come una donna che è diventata indipendente e sta facendo scelte indipendenti e attive per se stessa, probabilmente per la prima volta nella sua vita", pur essendo in un "posto oscuro dove non ha nessuno da chiamare e nessun posto dove andare". Nel film Romanoff è una fuggitiva (in seguito agli eventi di Civil War) e si ritrova sola e costretta ad affrontare una pericolosa cospirazione legata al suo passato che coinvolge il capospia Dreykov; Romanoff viene aiutata dalla sua "famiglia", Yelena Belova, Alexei Shostakov e Melinda Vostokoff. Johansson ha detto che stava "uscendo [dal MCU] con una nota alta, con un film di cui era incredibilmente orgogliosa" e ha ritenuto che il suo lavoro nel interpretare Romanoff fosse "completo" con il film. Ever Anderson interpreta una giovane Natasha Romanoff in alcuni flashback.
Versioni alternative di Natasha Romanoff appaiono nella serie animata What if...?, doppiate da Lake Bell.

## Concezione e sviluppo
Vedova Nera è stata concepita nei fumetti con il nome di Natasha Romanova; inizialmente era senza costume, una spia criminale russa che fungeva da antagonista ricorrente per il supereroe Iron Man a partire da Tales of Suspense n. 52, nell'aprile 1964. Cinque numeri dopo, Romanova reclutò Occhio di Falco, un arciere in costume infatuato di lei, per farsi aiutare nei suoi crimini. Anche Occhio di Falco sarebbe poi diventato un eroe membro dei Vendicatori (Avengers). In seguito il governo russo equipaggiò Natasha con il suo primo costume da Vedova Nera e armi di tecnologia avanzata; la donna apparve ancora come avversaria in The Avengers n. 29 nel luglio 1966, in cui era sottoposta al lavaggio del cervello per contrastare gli Stati Uniti, ma in seguito disertò e se ne andò dalla Russia per trasferirsi in America. Da allora, la Vedova divenne un'alleata ricorrente della squadra dei Vendicatori, per poi diventare ufficialmente il suo sedicesimo membro molti anni dopo. Nelle sue prime apparizioni era rappresentata come una donna con i capelli neri corti; il suo iconico aspetto composto da lunghi capelli rossi, costume nero attillato e bracciali tecnologici viene introdotto a partire da The Amazing Spider-Man n. 86, nel luglio 1970.
Nel 2004, la Lionsgate acquisì i diritti cinematografici del personaggio e ad aprile annunciò che un film di Vedova Nera, con la versione di Natasha Romanova, era in fase di sceneggiatura da parte del regista e sceneggiatore David Hayter, con la produzione di Avi Arad. Nel giugno 2006 la Lionsgate abbandonò il progetto, e i diritti sul personaggio tornarono alla Marvel. Hayter e la Marvel cercarono di convincere un altro finanziatore per sviluppare il progetto, ma Hayter "non si è mai sentito a proprio agio sul fatto che avessimo trovato un posto che fosse disposto a prendere sul serio il film e il personaggio". Ciò lasciò Hayter "con il cuore spezzato", nonostante continuasse a sperare nella realizzazione del film.
Nel gennaio 2009, la Marvel avviò i primi colloqui con Emily Blunt per farle interpretare Vedova Nera in Iron Man 2, ma l'attrice non poté prendere il ruolo a causa dell'impegno già preso nel film I fantastici viaggi di Gulliver. Nel marzo 2009, Scarlett Johansson firmò un contratto per interpretare Natasha Romanoff / Vedova Nera in più film. Dopo l'uscita di Age of Ultron, Johansson rivelò che il numero di film sul suo contratto era stato modificato da quando aveva firmato la prima volta, per soddisfare la "richiesta del pubblico", in quanto la Marvel non aveva previsto il successo che sarebbe scaturito dal personaggio di Natasha e dall'interpretazione di Johansson. Nel settembre 2010, durante la promozione di Iron Man 2, Kevin Feige, il presidente dei Marvel Studios, espresse interesse nel produrre un film da solista su Vedova Nera, affermando che aveva già discusso in merito con Johansson, ma che allora l'attenzione della Marvel era incentrata sulla realizzazione di The Avengers per il 2012.
Nel febbraio 2014, Feige ha dichiarato che, dopo aver fatto accenno al passato di Vedova Nera in Age of Ultron, gli sarebbe piaciuto vederlo esplorato ulteriormente in un film da solista, rivelando che il progetto era in fase di sviluppo e che avrebbe coinvolto Nicole Perlman, co-sceneggiatrice di Guardiani della Galassia (2014). L'aprile successivo, Johansson espresse interesse a recitare in un film su Natasha e che sarebbe stata guidata dalla richiesta del pubblico. A luglio, Hayter mostrò interesse nel far rivivere il progetto e, il mese successivo, il regista Neil Marshall dichiarò che avrebbe "amato" fare un film sul personaggio, dicendo che sentiva che "il personaggio è davvero interessante, perché non ha superpoteri, solo abilità straordinarie, e il mondo da cui proviene, essendo questa ex assassina del KGB, lo trovo davvero affascinante". Nell'aprile 2015, Johansson parlò nuovamente della possibilità di fare un film da solista su Vedova Nera, riconoscendo il potenziale dell'esplorazione dei diversi "strati" da lei mostrati nei film usciti fino a quel momento, ma affermò che, per il momento, "il personaggio stia venendo ben usato in questa parte dell'universo". Durante la promozione di Civil War, nell'aprile seguente, Feige spiegò che il film da solista su Vedova Nera era stato rimandato di quattro o cinque anni a causa dei numerosi film annunciati per l'immediato futuro, rassicurando però il fatto che la Marvel fosse "creativamente ed emotivamente" impegnata a realizzare una pellicola incentrata su Romanoff.
Nel luglio 2016, Joss Whedon, il regista di The Avengers e Avengers: Age of Ultron, dichiarò di essere disposto a dirigere un film di Black Widow, sentendo di poter fare "un thriller di spionaggio, davvero buono, paranoico, una sorta di 'John le Carré sotto crack'". In ottobre, Johansson discusse del potenziale film come un prequel, ambientandolo in Russia ed esplorando il programma delle Vedove Nere. Affermò che non intendeva indossare nuovamente una tuta attillata. Il febbraio seguente, Johansson disse che si sarebbe dedicata alla realizzazione di qualsiasi potenziale film su Natasha, dichiarando che avrebbe dovuto essere la migliore versione che il film potrebbe essere. Successivamente, la Marvel decise che il momento migliore per mandare avanti il progetto sarebbe stato nel 2020, all'inizio dell'ultima fase allora programmata del MCU.
Nel gennaio 2018, Jac Schaeffer venne assunto per scrivere la sceneggiatura. La Marvel cercò una regista donna per il progetto, come parte di una spinta prioritaria da parte dei principali studi cinematografici relativa ad assumere registe donne per i franchise. Cate Shortland ha avuto il sostegno di Johansson, essendo quest'ultima una fan del precedente film della regista con una protagonista femminile Lore (2012), e Shortland venne assunta a luglio per dirigere Black Widow. L'Hollywood Reporter ha riferì nell'ottobre 2018 che Johansson avrebbe guadagnato 15 milioni di dollari per apparire nel film, un aumento rispetto allo "stipendio a sette cifre" che aveva guadagnato per aver recitato in The Avengers, ricevendo il medesimo guadagno di Chris Evans e Chris Hemsworth nei rispettivi film Captain America: Civil War, Thor: Ragnarok, Avengers: Infinity War e Avengers: Endgame. Nonostante The Hollywood Reporter abbia confermato l'importo da "più fonti informate", i Marvel Studios hanno contestato l'accuratezza dei numeri affermando che "non rivelano mai pubblicamente gli stipendi o i termini dell'accordo". L'uscita del film era prevista per maggio 2020, ma è stata ritardata due volte a causa della pandemia di COVID-19, con la nuova data di uscita spostata il 9 luglio 2021. Il 29 luglio 2021, Johansson ha intentato una causa contro la Disney sostenendo che l'uscita del film da parte della società contemporaneamente sulla piattaforma Disney+ e nelle sale era una violazione del contratto, poiché la sua paga era legata alla performance al botteghino del film, che sarebbe stata influenzata da la sua uscita su Disney+.

## Differenze dai fumetti
Nel MCU, Romanoff è una dei membri fondativi degli Avengers, mentre nei fumetti inizialmente è una criminale avversaria degli eroi, che si aggiunge alla squadra solo molto tempo dopo la sua creazione. La versione cartacea del personaggio sa essere spietata e violenta quando le circostanze lo richiedono, laddove nei film Romanoff dimostra più umanità e compassione. La versione cartacea ha delle relazioni romantiche con molti personaggi, tra cui Clint Barton, mentre nei film i due sono amici intimi; al contrario, nei fumetti Romanoff non condivide alcuna tresca amorosa con Banner, come invece succede in Age of Ultron. Nel MCU, Romanoff ha un rapporto profondo con Yelena Belova e le due si considerano sorelle, mentre nei fumetti Yelena è stata addestrata nella Stanza Rossa per sostituire Natasha tempo dopo la sua diserzione. Allo stesso modo, Red Guardian nei fumetti è il marito di Romanoff; nei film, lui ha per lei un ruolo paterno. Inoltre, nei fumetti, Natasha è stata potenziata con dei sieri che le conferiscono caratteristiche sovrumane, mentre nei film Romanoff ha ricevuto solo un intenso addestramento fin dall'infanzia.

## Accoglienza
Nella prima apparizione del personaggio nel MCU, David Edelstein del New York Magazine ha descritto la presenza delle protagoniste in Iron Man 2 come "un gioco d'azzardo tra Gwyneth Paltrow e Scarlett Johansson in cui Paltrow vince alla lunga e poi scompare nel bagliore dei fari della sua avversaria". Vanity Fair ha osservato che il suo ingresso in quel film "scelse notoriamente di concentrarsi sulla sua desiderabilità piuttosto che sulle sue sbalorditive abilità di combattimento".
Una recensione del Daily Beast sul ruolo del personaggio in Age of Ultron si è lamentata del fatto che il personaggio fosse lì per "funzionare come un ingranaggio al servizio delle trame" dei personaggi maschili. Vanity Fair ha descritto lo sviluppo del personaggio nei film come "una traiettoria che è stata su tutta la mappa come le diverse acconciature di Vedova Nera", affermando che "ha trascorso i suoi anni nel MCU come accessorio per le narrazioni che mettono in primo piano altri eroi".
Vox ha osservato che in Avengers: Endgame, "Johansson porta Romanoff - di solito l'assassina affidabile e senza fronzoli - in una sofferenza tranquilla e stoica", mentre Vanity Fair si è lamentato che il film "non le dà mai la stanza della morte per respirare".
L'ultima apparizione cinematografica di Romanoff nel MCU ha ottenuto recensioni contrastanti. David Rooney, scrivendo per The Hollywood Reporter, ha definito Black Widow "un veicolo stellare" per Johansson. Eric Kohn di IndieWire ha elogiato l'azione, "in particolare durante il combattimento tra Vedova Nera e il killer robotico noto come Taskmaster, che rispecchia ogni sua mossa. Se questa è l'ultima volta che vediamo Johansson rendere giustizia ai suoi assalitori con velocità ginnica, è un buon commiato".
Scrivendo per la BBC Culture, Caryn James ha ritenuto che Romanoff fosse "il personaggio meno interessante" della sua famiglia, essendo "uno strano adattamento per l'astuto film per famiglie che si svolge intorno a lei". Tuttavia, Pete Hammond di Deadline Hollywood ha scritto che Johansson "esce con tutte le pistole accese", e ha affermato che la sequenza di apertura che rivelava che i membri della famiglia di Romanoff sono in realtà spie russe ricordava The Americans, mentre elogiava la chimica tra Johansson e Florence Pugh, "con la goffa timidezza di Natasha contrastata dalla vivace e cinica Yelena". Delle esibizioni, Hammond ha detto: "Johansson è ancora una volta una grande presenza nel ruolo, mostrando un'azione esperta e recitando per tutto il tempo".

### Riconoscimenti
| Anno | Opera                               | Premio                          | Categoria                                   | Risultato  | Riferimenti |
| ---- | ----------------------------------- | ------------------------------- | ------------------------------------------- | ---------- | ----------- |
| 2010 | Iron Man 2                          | Teen Choice Awards              | Miglior attrice di film sci-fi/fantasy      | Candidata  | [ 74 ]      |
| 2010 | Iron Man 2                          | Scream Awards                   | Miglior attrice in un film fantascientifico | Vincitrice | [ 75 ]      |
| 2011 | Iron Man 2                          | Saturn Awards                   | Miglior attrice non protagonista            | Candidata  | [ 76 ]      |
| 2012 | The Avengers                        | Teen Choice Awards              | Miglior attrice di film sci-fi/fantasy      | Candidata  | [ 77 ]      |
| 2012 | The Avengers                        | Teen Choice Awards              | Miglior attrice dell'estate                 | Candidata  | [ 77 ]      |
| 2013 | The Avengers                        | Kids' Choice Awards             | Miglior attrice in un film                  | Candidata  | [ 78 ]      |
| 2013 | The Avengers                        | Kids' Choice Awards             | Donna spaccaossa preferita                  | Candidata  | [ 78 ]      |
| 2013 | The Avengers                        | People's Choice Awards          | Attrice preferita cinematografica           | Candidata  | [ 79 ]      |
| 2013 | The Avengers                        | People's Choice Awards          | Eroe preferito                              | Candidata  | [ 79 ]      |
| 2013 | The Avengers                        | People's Choice Awards          | "Alchimia" preferita in un film             | Candidata  | [ 79 ]      |
| 2013 | The Avengers                        | MTV Movie Awards                | Miglior combattimento                       | Vincitrice | [ 80 ]      |
| 2014 | Captain America: The Winter Soldier | Teen Choice Awards              | Miglior attrice di film Sci-Fi/Fantasy      | Candidata  | [ 81 ]      |
| 2014 | Captain America: The Winter Soldier | Teen Choice Awards              | Miglior bacio                               | Candidata  | [ 81 ]      |
| 2015 | Captain America: The Winter Soldier | People's Choice Awards          | Attrice preferita in un film                | Candidata  | [ 82 ]      |
| 2015 | Captain America: The Winter Soldier | People's Choice Awards          | Coppia preferita in un film                 | Candidato  | [ 82 ]      |
| 2015 | Captain America: The Winter Soldier | People's Choice Awards          | Attrice preferita in un film d'azione       | Candidata  | [ 82 ]      |
| 2015 | Captain America: The Winter Soldier | Saturn Awards                   | Miglior attrice non protagonista            | Candidata  | [ 83 ]      |
| 2015 | Captain America: The Winter Soldier | MTV Movie Awards                | Miglior bacio                               | Candidata  | [ 84 ]      |
| 2015 | Avengers: Age of Ultron             | Teen Choice Awards              | Miglior attrice in un film sci-fi/fantasy   | Candidata  | [ 85 ]      |
| 2016 | Avengers: Age of Ultron             | People's Choice Awards          | Attrice preferita in un film                | Candidata  | [ 86 ]      |
| 2016 | Avengers: Age of Ultron             | People's Choice Awards          | Attrice preferita in un film d'azione       | Candidata  | [ 86 ]      |
| 2016 | Avengers: Age of Ultron             | Kids' Choice Awards             | Miglior attrice cinematografica             | Candidata  | [ 87 ]      |
| 2016 | Captain America: Civil War          | Teen Choice Awards              | Miglior attrice in un film sci-fi/fantasy   | Candidata  | [ 88 ]      |
| 2016 | Captain America: Civil War          | Teen Choice Awards              | Miglior intesa in un film                   | Candidata  | [ 89 ]      |
| 2016 | Captain America: Civil War          | Critics' Choice Awards          | Miglior attrice in un film d'azione         | Candidata  | [ 90 ]      |
| 2017 | Captain America: Civil War          | People's Choice Awards          | Attrice preferita in un film                | Candidata  | [ 91 ]      |
| 2017 | Captain America: Civil War          | People's Choice Awards          | Attrice preferita in un film d'azione       | Candidata  | [ 91 ]      |
| 2017 | Captain America: Civil War          | Kids' Choice Awards             | Miglior attrice cinematografica             | Candidata  | [ 92 ]      |
| 2017 | Captain America: Civil War          | Kids' Choice Awards             | Miglior attore "degno di nota"              | Candidata  | [ 92 ]      |
| 2017 | Captain America: Civil War          | Kids' Choice Awards             | #Squad                                      | Candidata  | [ 92 ]      |
| 2017 | Captain America: Civil War          | Saturn Awards                   | Miglior attrice non protagonista            | Candidata  | [ 93 ]      |
| 2018 | Avengers: Infinity War              | MTV Movie & TV Awards           | Miglior combattimento                       | Candidata  | [ 94 ]      |
| 2018 | Avengers: Infinity War              | Teen Choice Awards              | Miglior attrice in un film d'azione         | Vincitrice | [ 95 ]      |
| 2018 | Avengers: Infinity War              | People's Choice Awards          | Star femminile in un film del 2018          | Vincitrice | [ 96 ]      |
| 2019 | Avengers: Infinity War              | Kids' Choice Awards             | Miglior attrice                             | Candidata  | [ 97 ]      |
| 2019 | Avengers: Infinity War              | Kids' Choice Awards             | Miglior supereroe                           | Candidata  | [ 97 ]      |
| 2019 | Avengers: Endgame                   | Teen Choice Awards              | Miglior attrice in un film d'azione         | Vincitrice | [ 98 ]      |
| 2019 | Avengers: Endgame                   | Saturn Awards                   | Miglior attrice non protagonista            | Candidata  | [ 99 ]      |
| 2019 | Avengers: Endgame                   | People's Choice Awards          | Star femminile in un film del 2019          | Candidata  | [ 100 ]     |
| 2021 | Black Widow                         | Women's Image Network Awards    | Miglior attrice in un lungometraggio        | Candidata  | [ 101 ]     |
| 2021 | Black Widow                         | People's Choice Awards          | Star femminile in un film del 2021          | Vincitrice | [ 102 ]     |
| 2021 | Black Widow                         | People's Choice Awards          | Star in un film d'azione del 2021           | Candidata  | [ 102 ]     |
| 2022 | Black Widow                         | Critics' Choice Super Awards    | Miglior attrice in un film sui supereroi    | Candidata  | [ 103 ]     |
| 2022 | Black Widow                         | Nickelodeon Kids' Choice Awards | Miglior attrice in un film                  | Candidata  | [ 104 ]     |
| 2022 | Black Widow                         | MTV Movie & TV Awards           | Miglior eroe                                | Vincitrice | [ 105 ]     |
| 2022 | Black Widow                         | MTV Movie & TV Awards           | Miglior combattimento                       | Candidata  | [ 105 ]     |